# Robin Hermann
Robin Hermann (* 1980 in Erlabrunn) ist ein deutscher Verleger, Germanist und Musiker.

## Leben
Hermann stammt aus dem Erzgebirge, wuchs im Kreis Schwarzenberg und in der Nähe von Duisburg auf. Vom Großvater wurde sein Interesse für Bergbau geweckt, daneben interessiert er sich speziell für Musik und Literatur. Er studierte Germanistik und Grafische Technik an der Technischen Universität Chemnitz. Danach gründete er in Chemnitz einen eigenen Verlag, der auf regionale Sachbücher, erzgebirgische Mundart-Literatur und Musik spezialisiert ist.
Als Musiker ist er Gitarrist bei De Erbschleicher.

## Publikationen (Auswahl)
- Sächsische Brauereien. Braustätten der Vergangenheit & Gegenwart. Geschichte – Marken – Fakten. Robin Hermann, Chemnitz 2011.
- Sächsischer Erzbergbau. Bergstädte & Sachzeugen des Altbergbaus. Robin Hermann, Chemnitz 2012.
- Böhmischer Erzbergbau. Der Altbergbau im böhmischen Erzgebirge. Robin Hermann, Chemnitz 2013.
- Sächsische Ingenieurskunst. Historische Glanzlichter des Maschinenbaus. Robin Hermann, Chemnitz 2014.
- Sächsisches Hüttenwesen. Schauplätze – Verfahren – Geschichte. Robin Hermann, Chemnitz 2015.
- Uranbergbau in Mitteldeutschland : Schauplätze, Technik und Geschichte der Wismut-Ära. Robin Hermann, Chemnitz 2016.